# Teste de Finkbeiner
O teste de Finkbeiner, nomeado em homenagem à jornalista científica Ann Finkbeiner,  é uma lista com critérios para ajudar jornalistas científicos a evitar preconceitos de gênero em artigos sobre mulheres na ciência .  Ele pede que os escritores evitem descrever mulheres cientistas em termos de características estereotipicamente femininas, como seus arranjos familiares.
O teste de Finkbeiner foi associado à ação afirmativa, porque a escrita pode levar os leitores a ver as mulheres na ciência como diferentes dos homens de maneiras negativas ou injustas.  O teste ajuda a evitar preconceitos de gênero em reportagens científicas, de forma semelhante a vários testes que se concentram na sub-representação de grupos marginalizados em diferentes áreas. 

## Lista de verificação

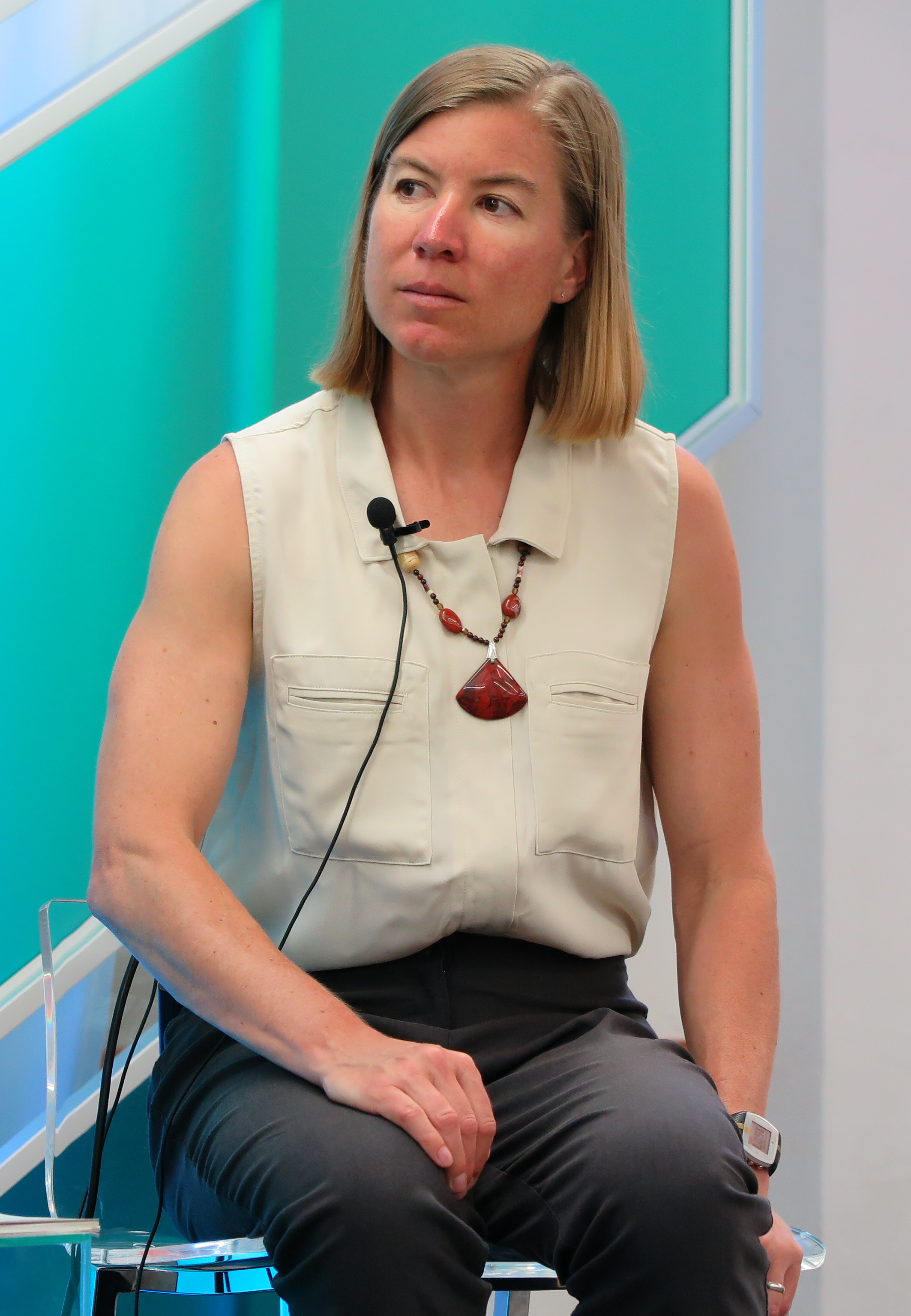
Aschwanden no Aspen Ideas Festival em 2015

O teste de Finkbeiner é uma lista de verificação proposta pela jornalista freelance Christie Aschwanden para ajudar jornalistas a evitar preconceitos de gênero em artigos da mídia sobre mulheres na ciência. Para passar no teste, um artigo sobre uma cientista não deve mencionar:
- Que ela é uma mulher
- A profissão do marido dela
- Como ela cuida dos filhos
- Como ela trata seus subordinados
- Como ela ficou surpresa com a competitividade em sua área
- Como ela é um modelo para outras mulheres
- Como ela é a "primeira mulher a ..." [5]

## História
Aschwanden formulou o teste em um artigo de 2013 para a revista online Double X Science. Ela criou o teste nos moldes do teste de Bechdel — usado para destacar preconceitos de gênero em filmes — em resposta à cobertura sexista da mídia sobre mulheres cientistas. Ela lembrou: 
 

As campanhas para reconhecer mulheres cientistas de destaque levaram a um gênero reconhecível de cobertura midiática. Vamos chamá-lo de gênero "Uma senhora que...". Você já viu esses perfis, claro que sim, porque eles estão por toda parte. A marca registrada do perfil "Uma senhora que..." é que ele trata o sexo do sujeito como seu detalhe mais importante. Ela não é apenas uma grande cientista, ela é uma mulher! E se ela também é esposa e mãe, esses papéis também são enfatizados.
Aschwanden deu ao teste o nome da jornalista Ann Finkbeiner, vencedora do Prêmio de Comunicação Científica do Instituto Americano de Física de 2008,  que havia escrito anteriormente um post  para o blog de ciências The Last Word on Nothing sobre sua decisão de não escrever sobre o assunto de seu último perfil, uma astrônoma, "como mulher". 
Ambas as jornalistas concordam que o teste "deveria aplicar-se principalmente a perfis de cientistas de interesse geral que pode ser encontrado no The New York Times ou na primeira seção da Nature, que se supõe que se centram em realizações profissionais".  O objetivo do teste é não enfatizar demais ou privilegiar o gênero de uma cientista. Até mesmo Finkbeiner, que prometeu "ignorar gênero" em seus escritos, tropeçou na tendência de focar no sexo. No perfil de um astrônomo, ela considerou mencionar que o cientista foi o "primeiro" a ganhar um determinado prêmio. "Depois de um leitor ter insistido para que Finkbeiner cumprisse a sua promessa", ela retirou a expressão "o primeiro" 
A tática de destacar as mulheres como "modelos" também pode distorcer a igualdade de gênero na recepção de notícias. Os estudantes citam indiscriminadamente acadêmicos e mentores de qualquer sexo ou gênero como "grandes modelos"; ser um modelo não é algo exclusivo do gênero de uma pessoa. Assim, enfatizar o sexo em perfis sobre membros de grupos marginalizados reforça a sua suposta diferença, perpetuando o preconceito de género na ciência. 

## Recepção
O teste foi mencionado na crítica ao obituário publicado no New York Times sobre a cientista de foguetes Yvonne Brill. O obituário, publicado em 30 de março de 2013 por Douglas Martin, começava com as palavras: "Ela fez um estrogonofe de carne delicioso, seguiu o marido de emprego em emprego e tirou oito anos de licença do trabalho para criar três filhos". Poucas horas após a publicação, o New York Times revisou o obituário para abordar algumas das críticas e o início do texto da versão revisada começava com "Ela era uma brilhante cientista de foguetes que acompanhou o marido de emprego em emprego...".  
Outro artigo do New York Times, sobre Jennifer Doudna, publicado em 11 de maio de 2015,  atraiu críticas semelhantes com referência ao teste de Finkbeiner. Um artigo no The Globe and Mail sobre a astrofísica Victoria Kaspi, publicado em 16 de Fevereiro de 2016, atraiu as mesmas críticas, tal como o livro de David Quammen, A Tangled Tree, por dar pouca importância às mulheres cientistas, especialmente Lynn Margulis.
Susan Gelman, professora de psicologia na Universidade de Michigan, aplaudiu a iniciativa de falar sobre cientistas mulheres sem enfatizar seu gênero, mas questiona se o teste de Finkbeiner deveria tentar eliminar todas as referências à vida pessoal, sugerindo que a iniciativa deveria ser no sentido também de colocar questões pessoais aos cientistas homens. Esta opinião é partilhada por outros escritores.   Além disso, Vasudevan Mukunth salienta no The Wire que os países onde as mulheres estão drasticamente sub-representadas na ciência podem querer contornar as regras do teste na esperança de destacar quaisquer barreiras sistêmicas: "A utilidade do teste assenta no mito de igualdade de condições — isso não existe na Índia". 
Finkbeiner respondeu a estas questões em um post no Last Word on Nothing.

## Finkbeiner invertido
A abordagem "Finkbeiner invertido" é um exercício no qual os alunos são convidados a escrever um artigo sobre um cientista do sexo masculino que não passaria no teste de Finkbeiner se fosse sobre uma mulher. 